# Stadsdienst Lelystad
De stadsdienst Lelystad is een openbaarvervoernetwerk dat de wijken van Lelystad met elkaar en met station Lelystad Centrum verbindt. Het netwerk bestaat uit twaalf buslijnen (exclusief schoolbus een evenementenlijn). De dienst wordt sinds 10 december 2023 uitgevoerd door vervoersmaatschappij EBS onder de noemer RRReis. De stadsdienst hoort bij de concessie IJssel-Vecht. De provincies Flevoland, Gelderland en Overijssel zijn opdrachtgevers van deze concessie.

## Geschiedenis

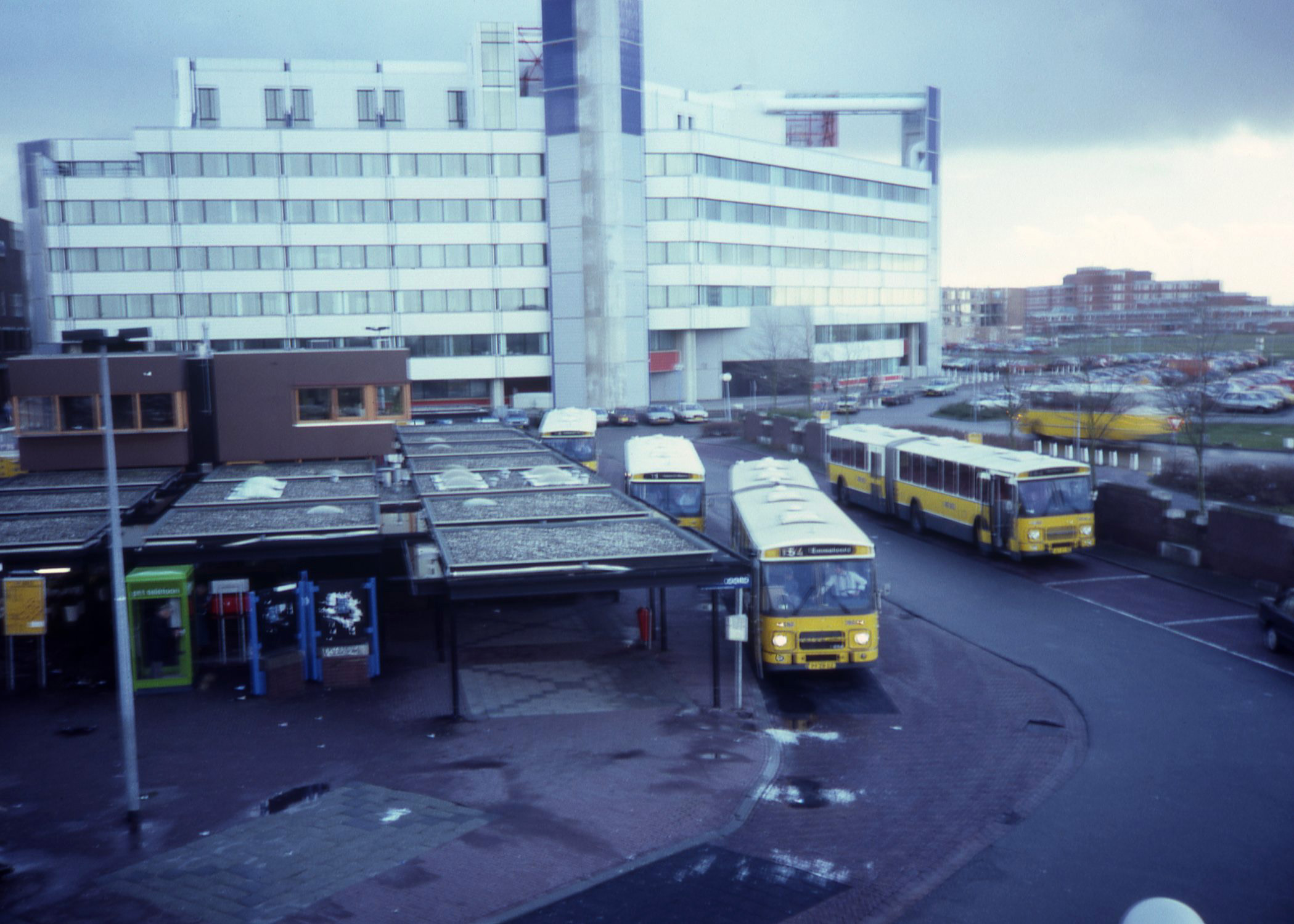
Busstation Gordiaan in 1986, centraal overstappunt

Sinds 1976 kende Lelystad een stadsdienst geëxploiteerd door de Flevodienst. In 1981 ging Flevodienst op in VAD en de stadsdienst bestond toen uit de lijnen 1-5 die door de wijken reden. Er werd gereden in één grote omloop waardoor bepaalde rechtstreekse verbindingen aanwezig waren tussen de wijken. In andere gevallen was overstappen op busstation Gordiaan sneller waar werd aangesloten op elkaar en op de streeklijnen 107, 143, 146, 154, 157, 158 en 159 die over de dreven reden en ook stadsvervoer verzorgde, waarbij lijn 154 naar Amsterdam en Emmeloord een groot aandeel had. In 1988, na de opening van Station Lelystad, vervielen de streeklijnen in westelijke richting en werd de stadsdienst uitgebreid. In 1994 ging VAD op in Midnet en in 1999 in Connexxion. Van 2004 tot 2009 werd gereden onder de naam Lelybus en van 2009-2011 onder de naam 'Lelystad geeft lucht'

### Stadsvervoer Lelystad (2011-2023)

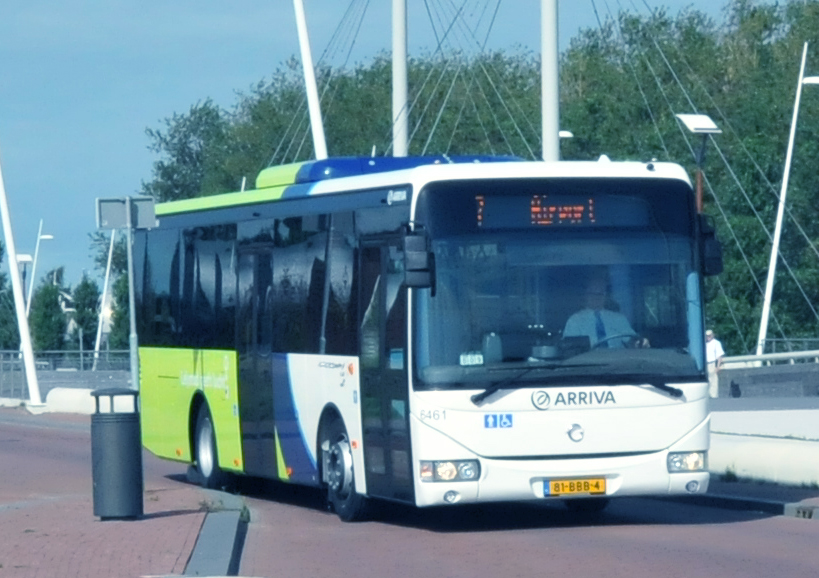
Irisbus Crossway van Arriva in de huisstijl die door de gemeente Lelystad is geëist.

Voor 10 december 2023 heeft de provincie Flevoland de taken gedelegeerd naar de gemeente Lelystad. In 2011 werd de stadsdienst voor de tweede maal (eerste keer was in 2003) openbaar aanbesteed en op 19 april 2011 gegund aan Arriva. Het contract liep van 4 september 2011 tot en met 9 december 2023.
Met het ingaan van het nieuwe contract werd ook een compleet nieuwe huisstijl voor het materieel gepresenteerd. Het eerste jaar reden slechts twee bussen met deze huisstijl, maar in september 2012 kwamen er nieuwe bussen die allemaal deze huisstijl voerden . 

### IJssel-Vecht (2023-2035)
Met ingang van 10 december 2023 is het stadsvervoer van Lelystad onderdeel geworden van de concessie IJssel-Vecht. Deze wordt gereden door EBS.

## Lijnennet
De bussen rijden sinds september 2011 weer in twee richtingen, zoals tot 2004 ook het geval was. De buslijnen bij elkaar geven naar veel wijken nog een kwartierdienst op maandag t/m zaterdag overdag. Verder worden er nieuwe woonbuurten en bedrijventerreinen met de bus ontsloten.
| Lijn | Route                                | Via                                                                                 | Opmerkingen                                                          |
| ---- | ------------------------------------ | ----------------------------------------------------------------------------------- | -------------------------------------------------------------------- |
| 1    | Station Centrum - Haven              | Tjalk, Botter, Schoener                                                             |                                                                      |
| 2    | Station Centrum - Kustwijk           | Gondel, Punter, Jol                                                                 |                                                                      |
| 3    | Station Centrum - Batavia Stad       | Karveel, Boeier                                                                     |                                                                      |
| 4    | Station Centrum - Lelycentre         | Zuiderzeewijk                                                                       |                                                                      |
| 5    | Station Centrum → Station Centrum    | Atolwijk, Archipel                                                                  |                                                                      |
| 6    | Station Centrum → Station Centrum    | St Jansdal Ziekenhuis, Waterwijk, De Landerijen, Horst, Kamp, St Jansdal Ziekenhuis | Ringlijn in één richting, tegengesteld aan lijn 16                   |
| 7    | Station Centrum - Airport            | St Jansdal Ziekenhuis, (Waterwijk, De Landerijen,) Larserpoort                      | Waterwijk en De Landerijen worden alleen in de spitsrichting bediend |
| 8    | Station Centrum - Hollandse Hout     | De Rietlanden, Landstrekenwijk, Warande                                             |                                                                      |
| 9    | Station Centrum → Station Centrum    | Parkhaven, Golfresort, Jagersveld                                                   | Buurtbus, gekoppeld aan lijn 10, rijdt niet op zondag                |
| 10   | Station Centrum - Bio Science Center | Oostrandpark, Buitenhof                                                             | Buurtbus, gekoppeld aan lijn 9, rijdt niet op zondag                 |
| 11   | Station Centrum - Haven              | Visarenddreef                                                                       |                                                                      |
| 16   | Station Centrum → Station Centrum    | St Jansdal Ziekenhuis, Kamp, Horst, De Landerijen, Waterwijk, St Jansdal Ziekenhuis | Ringlijn in één richting, tegengesteld aan lijn 6                    |
| 612  | Haven - Herman Bekiusschool          | Jol, Punter, St Jansdal Ziekenhuis, De Landerijen, Archipel                         | Schoolbus                                                            |
| 803  | Station Centrum - Batavia Stad       |                                                                                     | Rijdt alleen bij evenementen in Batavia Stad                         |

| Lijn | Route                              | Via                                                                          | Reed van...                         | Opmerkingen                                                                                                  |
| ---- | ---------------------------------- | ---------------------------------------------------------------------------- | ----------------------------------- | --- |
| 1    | Haven - Lelycentre                 | Schoener, Botter, Tjalk, Station Centrum, Zuiderzeewijk                      | 4 januari 2015 t/m 4 januari 2020   | |
| 2    | Bingerden - Lelycentre             | Station Centrum                                                              | 4 september 2011 t/m 4 mei 2013     | |
| 2    | Landerijen - Kustwijk              | Waterwijk, St Jansdal Ziekenhuis, Station Centrum, Gondel, Punter, Jol       | 5 mei 2013 t/m 4 januari 2020       | Gekoppeld aan lijn 3                                                                                         |
| 3    | Bingerden - Oostvaardersbrug       | Station Centrum                                                              | 4 september 2011 t/m 4 mei 2013     | |
| 3    | Landerijen - Batavia Stad          | Horst, Kamp, St Jansdal Ziekenhuis, Station Centrum, Boeier                  | 4 januari 2015 t/m 4 januari 2020   | Gekoppeld aan lijn 2                                                                                         |
| 4    | Station Centrum - Oostvaardersbrug |                                                                              | 4 september 2011 t/m 4 mei 2013     | |
| 5    | Station Centrum - Wederiklaan      |                                                                              | 4 september 2011 t/m 4 mei 2013     | |
| 5    | Lelycentre - Warande               | Atolwijk, Archipel, Station Centrum, De Rietlanden, Landstrekenwijk          | 5 mei 2013 t/m 1 juni 2019          | |
| 5    | Lelycentre - Hollandse Hout        | Atolwijk, Archipel, Station Centrum, De Rietlanden, Landstrekenwijk, Warande | 2 juni 2019 t/m 4 januari 2020      | |
| 7    | Kempenaar - Airport                | Station Centrum, De Rietlanden, Larserpoort                                  | 4 januari 2015 t/m 4 januari 2020   | Spitsbus |
| 8    | Lelycentre - Larserpoort           | Centrumbrug, Station Centrum, Grietenij                                      | 4 september 2011 t/m september 2012 | Spitsbus. Reed 's ochtends naar Larserpoort en 's middags naar Lelycentre. Lijn werd geïntegreerd in lijn 7. |
| 9    | Station Centrum → Station Centrum  | Albatroslaan                                                                 | 4 september 2011 t/m 4 mei 2013     | Buurtbus |
| 9    | Station Centrum - Station Centrum  | CVI, Houtribhoek, (Strand Houtribhoek)                                       | Onbekend t/m 3 januari 2015         | Buurtbus, uitgevoerd door Perspectief Lelystad                                                               |
| 9    | Parkhaven - Buitenhof              | Golfpark, CVI, Jagersveld, Station Centrum, Oostrandpark                     | 2 januari 2017 t/m 27 mei 2018      | Buurtbus |
| 10   | Station Centrum - Parkhaven        | Golfpark                                                                     | Onbekend t/m 3 januari 2015         | Buurtbus, uitgevoerd door Perspectief Lelystad                                                               |
| 11   | Haven - Lelycentre                 | Noordersluis, Tjalk, Station Centrum, De Schans                              | 5 mei 2013 t/m 3 januari 2015       | Reed niet via Zuiderzeewijk                                                                                  |
| 11   | Station Centrum - Haven            | Visarenddreef                                                                | 10 december 2023 t/m 13 april 2024  | |
| 13   | Station Centrum - Batavia Stad     | Kempenaar, Boeier                                                            | 5 januari 2020 t/m 13 april 2024    | |
| 12   | Landerijen - Kustwijk              | Waterwijk, St Jansdal Ziekenhuis, Station Centrum, Gondel, Punter, Jol       | 3 september 2017 t/m 4 januari 2020 | Extra ritten van lijn 2 in de spits en op zaterdag                                                           |

## OV-chipkaart
Arriva heeft vijf oplaadpunten geplaatst in de stad, maar al snel bleek dat de mobiele telefonieverbinding te slecht was om de OV-chipkaart draadloos op te laden. Dit is het gevolg van een telecomprovider in Lelystad die een zendmast heeft weggehaald. Hierdoor hebben oplaadpunten geen verbinding meer met het netwerk, maar ook winkeliers kampen met problemen met de pinautomaten.
65-plussers konden een reisproduct op hun OV-chipkaart zetten, waarmee ze gratis kunnen reizen met alle stadsbussen in Lelystad. Het gratis reizen voor 65+'ers was tot eind 2014 beschikbaar.

## Materieel

### Stadsvervoer Lelystad (2011-2023)
In deze concessie werden aanvankelijk vijftien 12 meter stadsbussen ingezet van het type Wright Commander. De bussen waren afkomstig van de stadsdienst in Dordrecht waar deze waren vrijgekomen door de aanschaf van hybride bussen van het type Volvo 7700. Sinds 4 september 2012 rijden er 14 midibussen van het type Irisbus Crossway LE. Deze bussen hebben een lengte 10.8 meters.
Sinds maart 2022 werden de Irisbussen geleidelijk vervangen door de uit Friesland afkomstige midibussen van het type VDL Berkhof Ambassador ALE-106. 

### IJssel-Vecht (2023-2035)
In deze concessie worden bussen ingezet van de types BYD K7 en BYD K9.